# Ḩeşār-e Qājār
Ḩeşār-e Qājār (persiska: حصار قاجار, حِصار قاجار, كَدژَر, قاجَر) är en ort i Iran.   Den ligger i provinsen Zanjan, i den nordvästra delen av landet, 190 km väster om huvudstaden Teheran. Ḩeşār-e Qājār ligger 1 454 meter över havet och antalet invånare är 330.
Terrängen runt Ḩeşār-e Qājār är platt norrut, men söderut är den kuperad. Ḩeşār-e Qājār ligger nere i en dal.Runt Ḩeşār-e Qājār är det ganska glesbefolkat, med 29 invånare per kvadratkilometer. Närmaste större samhälle är Abhar, 14,0 km nordväst om Ḩeşār-e Qājār. Trakten runt Ḩeşār-e Qājār består i huvudsak av gräsmarker.